# Arduino di Rimini
Arduino di Rimini (Rimini, X secolo – Rimini, 15 agosto 1009) è stato un presbitero ed eremita italiano. È venerato come santo dalla Chiesa cattolica.

## Biografia
Arduino nacque verso la metà del X secolo a Rimini. Fu ordinato sacerdote dal vescovo di Rimini, Uberto, il quale era considerato simoniaco poiché aveva comprato il titolo episcopale. Come ricordato nel Martirologio Romano, sant'Arduino "fu mirabile esempio della validità dei sacramenti ai fini della salvezza, anche se amministrati da persone indegne". San Pier Damiani soleva citare l'esempio di Arduino per dimostrare che l'efficacia dei sacramenti non dipende dai meriti di chi li amministra concretamente, bensì deriva dagli infiniti meriti di Cristo.
Arduino fu discepolo di Venerio, rettore della chiesa di San Gregorio; dopo la morte di suo padre,  i due si trasferirono presso la chiesa di Sant'Apollinare in Classe per raggiungere un livello più elevato di santità. Venerio, divenuto abate di San Godenzo, portò con sé Arduino il quale, conosciuto come esempio di santità, devolveva sempre le elemosine ai bisognosi e lottava contro la corruzione senza aver timore dei nobili. Per non cadere in tentazione era solito rotolarsi nudo fra le ortiche. Arduino è stato anche il primo musicista riminese di cui abbiamo notizie. Morì il 15 agosto 1009 e fu da subito venerato come santo.